# 염유 (고구려)
염유(冉有, ?~?)는 고구려의 관리이다.

## 생애
연개소문이 죽자 그의 아들들이 권력을 두고서 다투게 되었다. 그러다 장남 연남생은 현도성으로 도망치며, 대형 관등의 그는 연남생의 명령으로 따라 당나라에 도움을 요청하기 위해 사신으로 되었다.